# Ветрино (Витебская область)
Ве́трино (бел. Ветрына) — городской посёлок (до 1958 года — деревня) в Полоцком районе Витебской области Беларуси. Административный центр Ветринского сельсовета. 
Численность населения — 1 634 человек (на 1 января 2025 года).

## География
Расположен в 22 км на юго-запад от Полоцка на автодороге Р45 (Полоцк — Глубокое — граница Литвы).

## Этимология
Есть несколько легенд о происхождении названия посёлка. Одна из них гласит, что однажды, российская императрица Екатерина Великая, путешествуя по землям своего государства, проезжала по Ветринщине. В какой-то период времени, она приказала остановить карету и вышла, то ли насладится красивыми здешними пейзажами, то ли пообщаться со своими подданными. И, в этот самый момент, резкий порыв ветра буквально раздул её царский наряд. Прижав платье руками, она воскликнула: «Ой, как ветрено!». Её слова были, якобы подхвачены местными жителями и с этого времени и появляется село с названием Ветрино. Но это всего лишь легенда. В 1780 году Екатерина Вторая действительно совершала путешествие по вновь присоединённым землям Восточной Беларуси (по первому разделу Речи Посполитой 1772 года). Но Ветринщина, ещё до 1793 года, продолжала находиться в составе Речи Посполитой. Поэтому путь Екатерины Второй лежал из Санкт-Петербурга через Полоцк и, далее, по правой стороне Двины, минуя д. Струнне, до паромной переправы через Двину около Бешенковичей и, затем, в Могилёв. Поэтому императрица Екатерина никак не могла проезжать через Ветрино. И более в этих землях императрица никогда не была.
Существует предположение, что название Ветрино связано с болгарскими наёмниками короля Речи Посполитой Стефана Батория, который в 1579 году отвоевал Полоцк у Московского государства. Среди наёмников якобы были и уроженцы села Ветрино, которое и сейчас находится в Болгарии. Эти-то болгары и были наделены землёй королём на территории современной Ветринщины, поэтому и дали своё название местному поселению. Красивая легенда, но не более того, если учесть, что между первым упоминанием о Ветрино в письменных источниках и взятием Полоцка войском Речи Посполитой — ровно 120 лет.
Есть и ещё одна легенда о том, что на горе, где сейчас находится бывший военный городок было языческое святилище, где поклонялись духу ветров — Ветровому (или Ветреному мужу). Отсюда и соответствующее название близлежащего села.
Скорее всего, название своё Ветрино получило в более ранние времена, чем время Ливонской войны и период царствования Екатерины Второй и было связано с розой ветров в данной местности, которые сопровождались относительно постоянными воздушными потоками. Эта версия подтверждается исследованиями известного этнографа и филолога Трусмана Ю. Ю. В своём труде «Этимология местных названий Витебской губернии» (с.62) он выводит название из латышского «wehtra» и литовского «wietra», что в переводе означает «метель» и немецкого «windigen» — веять.

## История
История посёлка уходит в далёкое прошлое. Случайно найденные в Ветрино остатки гончарной мастерской с фрагментами керамической посуды, позволяют говорить о том, что уже во второй половине XIV века здесь уже жили люди.

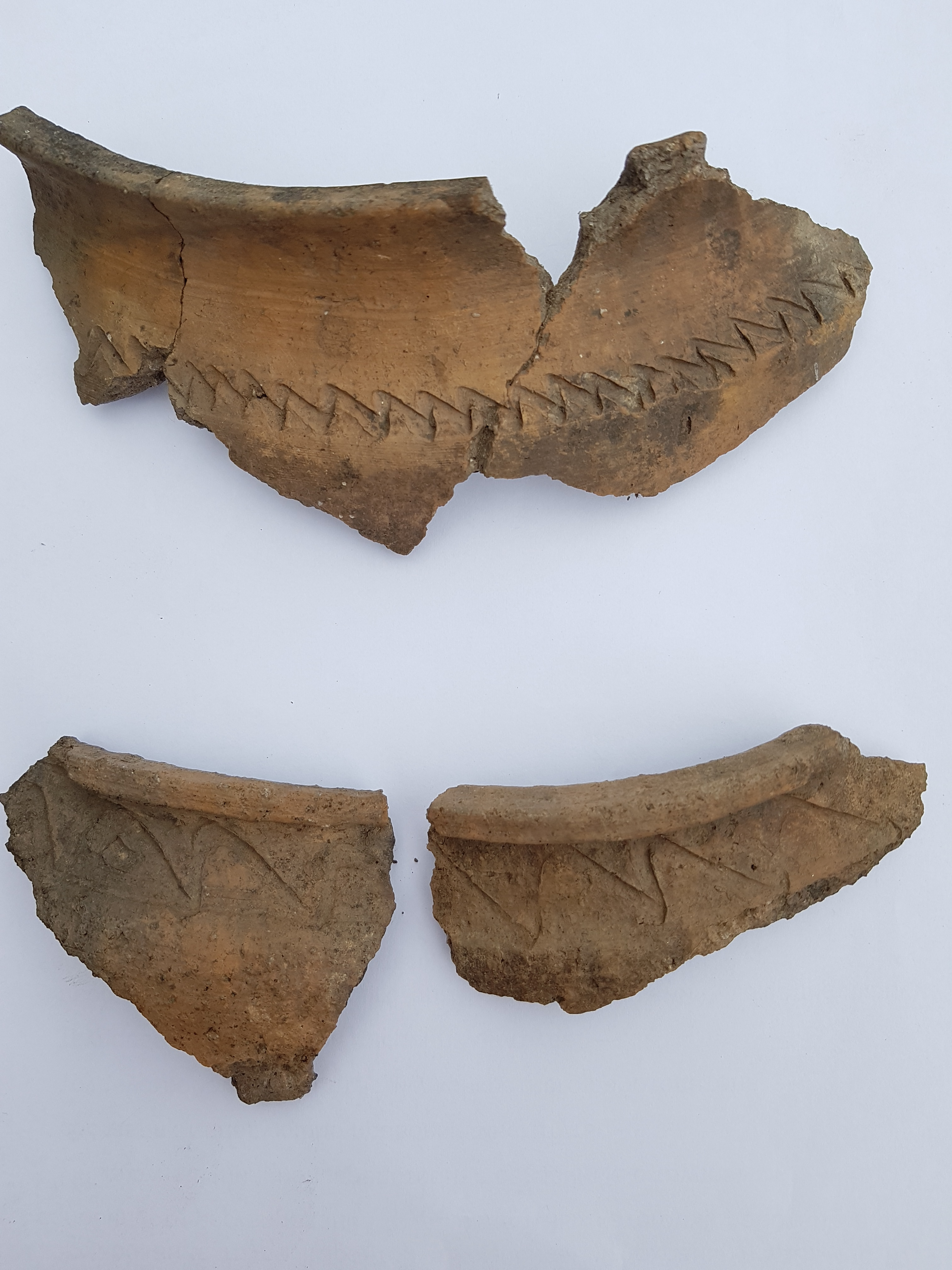
Фрагменты глиняной посуды

В современной исторической науке, сложилась практика считать временем основания того или иного населённого пункта первое письменное упоминание о нём. Так было с Полоцком (862 г.), Витебском (974 г.), Минском (1067 г.) и другими древнеславянскими городами. Так было и с местечком Ветрино. Первое упоминание об этом местечке датируется 18 февраля 1459 года. Эта запись содержится в письме Полоцкого воеводы к бургомистру городу Риги — столицы Ливонского ордена. Оригинал письма хранится в Государственном историческом архиве Латвии в фонде 673 (Оп. 4. Ящ. 18) под номером № 198.
Перевод полного его текста:
«[1459 г.]
От пана Петра Монтигирдовича, воеводы полоцкого, маршалка земского, соседу и другу нашему бургомистру рижскому пану Ганусу Пилиповичу поклон и наилучшие пожелания. Стало мне известно, что приезжало посольство рижское к боярам и горожанам полоцким: и магистр, и архиепископ и ратманы рижские, а я об этом предупреждён не был. Я немного не успел к вашему приезду, а вы не захотели меня подождать или послать за мной. Очень жаль, что мы не встретились с вами и с посольством. Поэтому, если вам трудно будет вернуться и увидеться со мной, то сообщите мне о результатах вашего посольства.
Написано в Ветрино, 18 февраля»
Возникает вопрос, что делал воевода в Ветрино и почему оттуда написал письмо в Ригу? Объезжал свои владения или проезжал мимо? Если учесть, что воевода всегда ездил со свитой, то в Ветрино был немаленький постоялый двор, чтобы уместить его сопровождающих. Следовательно, Ветрино должно было быть значительным по размерам и находиться при большой дороге.
И такая дорога была. Называли её «Ольгердовым шляхом». Проложена она была по указанию Великого князя Литовского Ольгерда, во время его походов на территорию Московского княжества в конце XIV века. Проходил «шлях» из Полоцка по Задвинским лесам, через имение Рудню, реку Ушачу и, далее, к местечку Глубокому и в столицу Великого княжества — Вильно. Значимость дороги заключалась и в необходимости прямой связи Вильно, как столицы Великого княжества Литовского, с самой крупной крепостью на границе с основным на то время соперником — Московским княжеством — Полоцком. Вот почему полоцкий воевода Пётр Монтигирдович и оказался в Ветрино, которое находилось на этом пути. А ехал он из, подаренного ему Великим князем Литовским Сигизмундом Кейстутовичем, владения Ивье, Ошмянского повета. Если учесть тот факт, что дата написания послания стоит 18 февраля, можно предположить, что движение воеводы со свитой в Полоцк приостановила либо непогода, либо наступление вечерних сумерек.
Известный исследователь Полотчины — Ксенофонт Антонович Говорский в 1852 году совершил путешествие по местам «Ольгердова шляха», по итогом которого подготовил две научные статьи, напечатанных в пятом томе «Записок императорского археологического общества» в 1853 году: "Поездка из Полоцка по направлению, так называемой, «Ольгердовой дороги» и «Археологические изыскания в окрестностях Полоцка». На своём пути посетил он и Ветрино. По его словам, тогда ещё было можно увидеть следы былого величия Ветрино, в виде каменных фундаментов, разбросанных по окрестным пригоркам. Как ему рассказывали старожилы данных мест, Ветрино, когда-то было пригородом Полоцка и насчитывало 12 церквей.
В середине XVI века Ветрино значится как местечко в составе Полоцкого воеводства Великого княжества Литовского.
После 2-го раздела Речи Посполитой (1793 год) в составе Российской империи. Являлось центром волости Лепельского уезда.
В 1924—1931 гг. и 1935—1960 гг. Ветрино было центром Ветринского района.
С 20 января 1960 года в связи с упразднением Ветринского района в составе Полоцкого района.

## Население

### Численность
- 2025 год — 1 634 человек[4]

### Динамика
- 2016 год — 2 220 человек
- 2023 год — 1 720 человек[10]
- 2024 год — 1 681 человек[11]
- 2025 год — 1 634 человек[4]

## Культура
- Комплексный народный музей (музей Б. И. Эпимах-Шипило, этнографический музей, краеведческий музей, военный музей)

## Достопримечательности
- Доты у посёлка (координаты 55°23′51″N 28°26′51″E). Это позиции оборонительных сооружений Ветринского опорного пункта Полоцкого укрепрайона
- Римско-католическая церковь блаженного Юрия Матулевича (1990)
- Православная церковь в честь Сретения Господня (1996)
- «Братская могила» на улице Ленина. Включена в Государственный список историко-культурных ценностей Республики Беларусь (шифр 213Д000650)

### Утраченное наследие
- Церковь Святого Архангела Михаила (1728, утрачено 1924)
- Церковь Успения Пресвятой Богородицы (1811, утрачено 1910)

## Известные уроженцы и жители
- Эпимах-Шипило, Бронислав Игнатьевич (1859—1934) — белорусский литературовед, фольклорист, педагог, издатель. Профессор Императорской римско-католической духовной академии в Петербурге
- Барсток Мария Никитична (1916—1994) — белорусский советский литературовед, критик. Кандидат филологических наук
- Савицкий Александр Ануфриевич (1924—2015) — белорусский писатель, общественный деятель